# 루트비히 오토 헤세
루트비히 오토 헤세(독일어: Ludwig Otto Hesse, 1811년 4월 22일 ~ 1874년 8월 4일)는 프로이센의 수학자이다. 대수 불변량을 연구했으며, 헤세 행렬과 헤세 정규형은 그 이름을 따서 명명되었다.

## 생애
헤세는 프로이센의 쾨니히스베르크(오늘날의 칼리닌그라드)에서 양조장 주인인 요한 고틀리프 헤세(독일어: Johann Gottlieb Hesse)와 그의 아내 아나 카롤리네 라이터(독일어: Anna Karoline Reiter) 사이에서 태어났다. 쾨니히스베르크 대학교에서 카를 구스타프 야코프 야코비 아래에서 공부했으며, 그 외 프리드리히 베셀 · 프리드리히 율리우스 리슐로(독일어: Friedrich Julius Richelot) 등에게서도 수학하였다. 헤세는 쾨니히스베르크 대학교에서 1840년 박사 학위를 취득했다.
1841년 그는 약사 및 화학 교수 프리드리히 필립 듀크의 딸, 소피 마리 에밀 듀크와 결혼했다. 헤세 부부는 아들 한 명과 5명의 딸을 두었다. 헤세는 쾨니히스베르크에 있는 직업 학교에서 몇 시간씩 물리와 화학에 대해 가르치고 알버티나에서 강의를 했다.
1845년 그는 쾨니히스베르크에서 부교수로 임명되었다. 1855년 그는 할레로 이동하고, 1856년부터 1868년까지 하이델베르크 대학에 있었다. 그는 마침내 뮌헨에 새로 설립된 뮌헨 공과대학교로 이동했다. 1869년 그는 바이에른 과학 아카데미 회원이 되었다.
1874년에 사망하였다.